# Thomas Levet
Pour les articles homonymes, voir Levet.
Thomas Levet, né le 5 septembre 1968 à Paris, est un golfeur français.
Il est l'époux de Caroline Bourtayre.

## Biographie
Issu d'une famille sportive (son grand-père était cycliste professionnel et son père jouait en 1re division de hockey sur gazon) Thomas Levet s'est très jeune mis au sport. Pour commencer ce fut le hockey sur gazon puis la découverte du golf auquel il a commencé à jouer sérieusement à partir de l'âge de 12 ans. En 1988 il décide de devenir golfeur professionnel et fait ses débuts sur le circuit professionnel français. Il dispute également quelques tournois du circuit européen grâce à des invitations.
En 1991 il fait sa 1re saison complète sur le circuit européen.
En 2001, outre sa victoire au British Masters, il finit 4e à l'Open du Maroc.
En 2002 il termine 2e du British Open après avoir disputé un double play-off. Quatre joueurs disputent un premier play-off disputé en quatre trous : Levet, les Australiens Stuart Appleby et Steve Elkington et le Sud-Africain Ernie Els. Seul Levet et Els sont toujours en lice à l'issue de celui-ci. Un second play-off, disputé en mort subite est alors disputé. Sur le premier trou disputé, Levet concède un bogey qui donne la victoire à Els,.

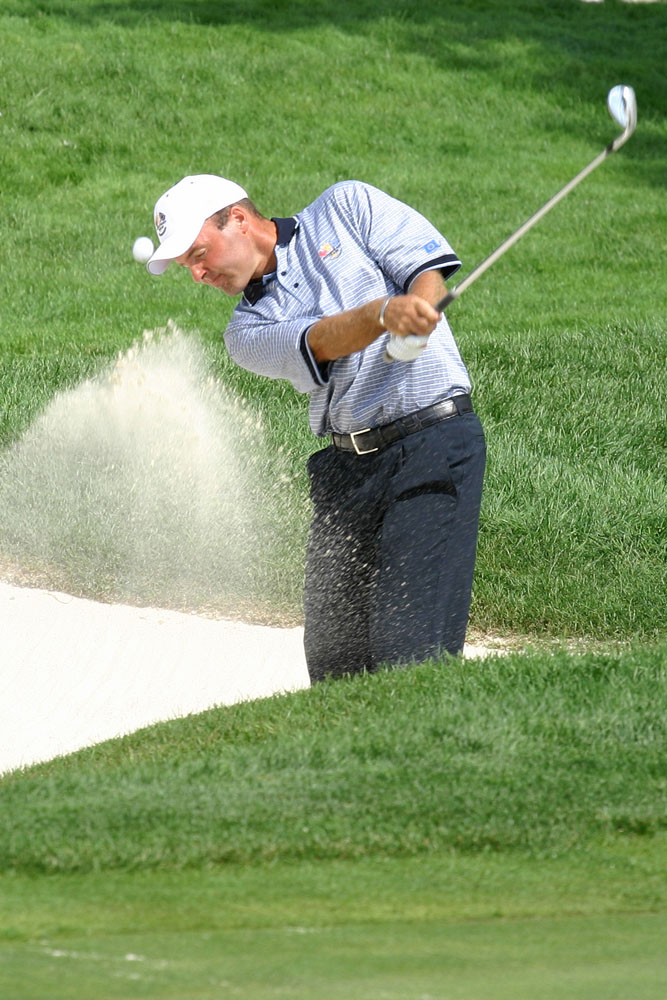
Thomas Levet, lors de la Ryder Cup 2004

2003 est l'année de son premier départ pour les États-Unis, pour faire une saison sur le PGA Tour. De retour sur le circuit européen en 2004, il remporte l'Open d'Écosse puis, une semaine plus tard, il commence l'Open britannique en partageant la première place au soir du premier tour avec un score de 66, soit cinq coups sous le par. Avant le départ du dernier tour, il partage la troisième place à deux coups du leader. Il termine finalement cinquième du tournoi, à cinq coups du vainqueur, l'Américain Todd Hamilton. Avec également deux troisième places en débuts de saison, une défaite en play-off face à Graeme McDowell lors de l'Open d'Italie, et une autre seconde place au BMW International Open, il termine la saison à la place de n°1 français et n°5 européen. Selon le joueur, il réalise alors ses deux meilleures saisons sur le tour. Il est logiquement sélectionné dans l'équipe européenne de Ryder Cup : avec ses coéquipiers ils remportent le trophée sur le sol américain grâce à une victoire 18 et ½ à 9 et ½. Lors de cette compétition, il subit deux défaites lors des parties de foursomes, en compagnie de l'Espagnol Miguel Angel Jiménez, face aux paires Jay Haas-Chris DiMarco puis Phil Mickelson-David Toms. Le capitaine l'avait spécialisé pour les doubles. Quoi qu'il devait arriver, Levet était programmé pour jouer ces matchs. Lors de son simple, il s'impose sur le score de 1 up (un coup d'avance), face à Fred Funk. Il devient ainsi le premier Français à remporter le trophée. En interview, il reconnaît que son capitaine Bernhard Langer a joué un rôle décisif dans cette victoire.
En 2005 il repart aux États-Unis sur le circuit américain. En 2006, à la suite de problèmes de santé - problème de l'oreille interne qui le tient éloigné des parcours de juillet 2006 à janvier 2007 -, il se retire temporairement du circuit pour subir un traitement en France. Après son retour, son meilleur résultat sur la saison 2007 est une troisième place à l'Open des Pays-Bas. Il renoue avec la victoire en mars 2008 lors de l'open d'Andalousie, victoire obtenue après un play-off face à l'Anglais Oliver Fisher. La saison suivante, il remporte son cinquième titre sur le circuit européen en remportant l'open d'Espagne.
Lors de la saison 2010-2011, il obtient par les qualifications le droit de disputer l'US Open, puis l'Open britannique. La semaine suivant cette qualification, il ne parvient à franchir le cut de l'US Open. Lors du 95e Alstom Open de France, après deux premiers tours en 70, soit un total de moins deux sous le par, il réalise un score de 67 lors du troisième tour malgré un double bogey sur le 18e trou. Il entame son dernier tour à trois coups des premiers du classement. Au départ du 18e trou, il occupe la tête du classement avec le Danois Thorbjorn Olesen qui partage sa partie. Lors de ce trou, le Danois manque un putt facile pour le par et laisse ainsi Levet attendre seul en tête les golfeurs des dernières parties. Levet, qui réalise un score de 70 sur le dernier tour, soit un total de moins sept, remporte finalement le tournoi avec un coup d'avance sur Olesen et l'Anglais Mark Foster (en) qui partage le leadership au soir du troisième tour. Il devient le premier Français à l'emporter à domicile depuis Jean-François Remesy en 2004 et 2005. Il gagne la somme de 500 000 €. Il doit ensuite déclarer forfait pour l'Open britannique en raison d'une fracture au péroné droit, fracture occasionnée lors de son saut dans l'eau pour fêter sa victoire à l'Open de France.